# Conus purus
Espèce
Conus purus est une espèce de mollusques gastéropodes marins de la famille des Conidae.
Comme toutes les espèces du genre Conus, ces escargots sont prédateurs et venimeux. Ils sont capables de « piquer » les humains et doivent donc être manipulés avec précaution, voire pas du tout.

## Taxonomie

### Publication originale
L'espèce Conus purus a été décrite pour la première fois en 1863 par le malacologiste américain William Harper Pease (1824–1871) dans « Proceedings of the Zoological Society of London. »,.

### Synonymes
- Conus (Darioconus) leviteni (J. K. Tucker, Tenorio & Chaney, 2011) · non accepté
- Conus (Darioconus) purus Pease, 1863 · appellation alternative
- Conus leviteni (J. K. Tucker, Tenorio & Chaney, 2011) · non accepté
- Conus racemosus G. B. Sowerby III, 1874 · non accepté
- Conus stellatus Kiener, 1847 · non accepté
- Darioconus leviteni J. K. Tucker, Tenorio & Chaney, 2011 · non accepté
- Darioconus purus (Pease, 1863) · non accepté